# Schottische Badmintonmeisterschaft 1960
Die Schottische Badmintonmeisterschaft 1960 fand in Dunfermline statt. Es war die 39. Austragung der nationalen Meisterschaften von Schottland im Badminton.

## Titelträger
| Disziplin    | Sieger                      |
| ------------ | --------------------------- |
| Herreneinzel | Robert McCoig               |
| Dameneinzel  | Wilma Tyre                  |
| Herrendoppel | Donald Ross A. A. S. Morgan |
| Damendoppel  | Wilma Tyre Maggie McIntosh  |
| Mixed        | Robert McCoig Wilma Tyre    |